# 1983 en philosophie
Chronologie de la philosophie
- 1979
- 1980
- 1981
- 1982
- 1983
- 1984
- 1985
- 1986
- 1987

L’année 1983 a été marquée, en philosophie, par les événements suivants :

## Publications

### Rééditions
- Torquato Accetto :  (it) Della dissimulazione onesta : edizione critica a cura di S. Nigro  (presentation de Giorgio Manganelli), Gênes, Costa & Nolan, 1983; 
nouvelle édition : (it) Della dissimulazione onesta : edizione critica a cura di Salvatore S. Nigro, Turin, Einaudi, 1997 (lire en ligne)

### Traductions
- Thomas Hobbes : De Cive (1642-1647), édition critique par H. Warrender, original latin et traduction anglaise, Oxford, Clarendon Press, 1983.

## Autre
- Collège international de philosophie (CIPh) : fondation de cette nouvelle institution sous l'impulsion de François Châtelet, Jacques Derrida, Jean-Pierre Faye et Dominique Lecourt.